# Kristóf Tibor
Kristóf Tibor (Miskolc, 1942. február 20. – Budapest, 2009. szeptember 2.)  magyar színművész.

## Élete
1967-ben végzett az ELTE jogi karán. Egyetemi évei alatt az Universitas Együttes, a 25. Színház, a Honvéd Művészegyüttes és a Mikroszkóp Színpad tagja volt. 1980-1985 között a szolnoki Szigligeti Színház, 1985-1988 között az Arany János Színház tagja volt. 1988-1994 között szabadfoglalkozású. 1994-1995 között az Új Színházban játszott, de fellépett a Szegedi Nemzeti Színházban és az egri Gárdonyi Géza Színházban is. 1995-től szabadfoglalkozású volt ismételten. Ismert, elismert szinkronhang volt. Legtöbbször olyan színművészeket szinkronizált mint: Sean Connery, John Vernon, Morgan Freeman vagy Walter Matthau.

## Halála
Már 40 éves kora óta küszködött egészségügyi problémákkal. Emiatt 1997-ben kerekesszékbe kényszerült. 2009. szeptember 2-án otthonában váratlanul hunyt el szívinfarktusban.

## Filmjei

### Játékfilmek
- Nápolyt látni és… (1972)
- Hajdúk (1974)
- Kenyér és cigaretta (1975)
- Talpuk alatt fütyül a szél (1976)
- Kilenc hónap (1976)
- Kísértés (1977)
- A közös bűn (1977)
- A néma dosszié (1977)
- Cha-Cha-Cha (1982)
- Dögkeselyű (1982)
- Viadukt (1983)
- Szirmok, virágok, koszorúk (1984)
- Sose halunk meg (1992)
- Ausztrália új arca I–II. (1999)
- Hamvadó cigarettavég (2001)

### Tévéfilmek
- Rákóczi nyomában (1975 – dokumentumfilm)
- Sakk, Kempelen úr! 1–3. (1976)
- Magyar tájak (1976 – dokumentumfilm-sorozat) narrátor
- A luxusvilla titka (1977)
- Megtörtént bűnügyek sorozat A kiskirály című része (1978)
- Zokogó Majom 1–5. (1978)
- Gombó kinn van (1979)
- A luxusvilla titka (1979)
- Halál a pénztárban (1981)
- Mint oldott kéve 1–7. (1983)
- Nyolc évszak 1–8. (1987)
- Família Kft. (1993)
- Kisváros (1995)
- Hajnali találkozás

### Szinkronszerepek
- Szupernagyi – mesélő
- 80 nap alatt a Föld körül Willy Foggal – Willy Fog hangja
- Atom Anti – Brutus hangja
- A dzsungel könyve (1967) Disney rajzfilm, és a dzsungel könyve (anime, 1989) – Akela hangja.
- 101 kiskutya – (InterCom szinkron, 1995) Collie hangja
- Arizonai ördögfióka – Rusty Lee szinkronhangja
- Gyalog galopp – John Cleese (Tim a varázsló), Graham Chapman (Középső fej) és Narrátor hangja
- Horrorra akadva 4. – Dr. Phil McGraw hangja
- A felügyelő – Günther Schramm hangja
- Az Onedin család, Peter Gilmore első szinkronhangja
- Éjszaka a múzeumban Dick Van Dyke színész szinkronja
- A szellemlovas – Carter Slade (Temetőőr) szinkronhangja
- Kórház a város szélén 20 év múlva – Ladislav Chudík hangja
- Alfa Holdbázis – Martin Landau szinkronhangja
- Acapulco akciócsoport – John Vernon hangja
- A bárányok hallgatnak - Tate őrmester szinkronhangja (Danny Darst)
- Az Oroszlánkirály (1 és 2) – Zordon hangja, Timon és Pumbaa (sorozat), 3 évad 22 rész (mihaszna szamaritánus) – Lopold király szinkronhangja
- Az Ezüst-tó kincse – (MTV-szinkron, 1977) Woodward hangja
- Star Wars IV. rész – Egy új remény (MTV-szinkron, 1984) – Darth Vader hangja
- A panamai szabó – Benny nagybácsi hangja (Harold Pinter)
- Wanted – Sloan hangja (Morgan Freeman)
- A bakancslista – Carter szinkronhangja (Morgan Freeman)
- A minden6ó – Isten hangja (Morgan Freeman)
- A kis hableány – Sellőkirály (Hidekatsu Shibata)
- Bosszú El Pasóban – Cacopoulos hangja (Eli Wallach)
- Herkules – Zeusz hangja (Rip Torn)
- Toy Story 1–2. (animációs film) – Slinky kutya hangja
- Szörny Rt. – Henry J. Waternoose hangja (James Coburn)
- Erőszakos múlt – Sam Carney seriff hangja (Peter MacNeill)
- Charlie Wilson háborúja – Doc Long hangja (Ned Beatty)
- Édes november – Al hangja (Tom Bullock)
- Kutyaszorítóban – Joe Cabot (Lawrence Tierney)
- Anasztázia – Raszputyin hangja
- A szövetség – Sean Connery hangja
- Batman: Kezdődik! – Lucius Fox Morgan Freeman
- Transformers – Optimus fővezér hangja
- Álomcsapda – Morgan Freeman (Abraham Curtis ezredes)
- Die Hard – Az élet mindig drága (1995-Cobs felügyelő magyar hangja az eredeti szinkronizált változatban.)
- A szikla – (The Rock (rendező: Michael Bay 1996)) Sir Sean Connery (John Patrick Mason)
- True Lies – Két tűz között (Rendező: James Cameron 1994) Charlton Heston (a filmben névtelen ügynök) hangja
- Kung Fu – A legenda folytatódik (1996) Kwai Chang Caine hangja
- Szabadítsátok ki Willyt! – Randolph hangja
- Nyomás utána! – (Mokép-szinkron) Dr. Spider hangja
- Verdák – Doc Hudson hangja
- Vadkaland – Kazar hangja
- A titánok harca – Zeusz hangja (Laurence Olivier)
- X-Men (rajzfilmsorozat, 1992) – Apokalipszis
- A pók hálójában –  Dr. Alex Cross hangja (Morgan Freeman)
- Úszó erőd – Andy Romano (Bates admirális hangja)
- Atlantisz – Az elveszett birodalom – Jebidiah Allardyce ‘Suti’ Farnsworth
- Volt egyszer egy stúdió – Zordon (archív felvétel)

## CD-k és hangoskönyvek
- Illyés Gyula: Háromszor hét magyar népmese

## A hangja
- Kristóf Tibor az Internetes Szinkron Adatbázisban (magyarul)
- marecord.hu